# Stanisław Akanowicz
Stanisław Akanowicz (lit. Stanislav Akanovič; * 26. Januar 1935 in Vaitiešiūnai, Rajongemeinde Šalčininkai; † 2018) war ein litauischer Politiker.

## Leben
1951 absolvierte er die Schule Jašiūnai und 1955 das Lehrerseminar Trakai, 1967 das Studium an der Parteihochschule Vilnius. 1955 arbeitete er in Šalčininkai bei Komsomol. Von 1955 bis 1957 leistete er den Sowjetarmeedienst. Von 1960 bis 1963 war er Leiter der Kulturabteilung in Eišiškės. Ab 1966 war er stellvertretender Vorsitzender des Ausführungsausschusses der Rajongemeinde Trakai und von 1982 bis 1990 der Rajongemeinde Vilnius. Von 1990 bis 1992 war er Deputat im Seimas.